# Tortricibaltia
Tortricibaltia es un género de polillas de la familia Tortricidae y no asignada a ninguna subfamilia o tribu.

## Especies
- Tortricibaltia diakonoffi Skalski, 1992